# Concile d'Autun
Le concile d'Autun est une réunion de trente-deux évêques tenue en 16 octobre 1094 dans cette ville à l'initiative du légat du pape Hugues de Die.

## Dates
Le concile commence au plus tard le 10 septembre et se conclut le 17 ou peu après.

## Actes
Le but du concile est principalement l'élection de l'archevêque de Lyon pour succéder à Humbert II. Celui qui est choisi est l'archidiacre de Langres, Gébuin,.
Lors du concile d’Autun, au nom du pape Grégoire VII, le roi Philippe 1er roi des Francs, coupable de bigamie et d’inceste est excommunié : il a répudié Berthe de Hollande, et épousé sa cousine Bertrade de Montfort. Frappé d’anathème par l’Eglise, le roi ne participera pas à la Première Croisade.
Outre les évêques, est présent Saint Bruno, fondateur des Chartreux.
Les archevêques de Reims, Sens, Bourges et Besançon, respectivement Manassès Ier de Gournay, Richer II, Richard II de Bourges et Hugues II de Montfaucon sont absents de ce concile, ce qui entraîne la colère d'Hugues de Die, qui demande leur déposition. Le premier de ceux-ci, Manassès Ier, parent du roi de France Philippe Ier, est de plus accusé d'être indigne de sa charge.

## Annexe